# ネットラスト
株式会社ネットラスト（英: Netrust，Ltd）は、かつて存在したオンライン決済を手がけていた日本の企業。LINEヤフー株式会社の完全子会社であった。

## 沿革
- 2000年9月13日 - ネットラスト設立
- 2002年8月20日 - ヤフー株式会社により子会社化[2]
- 2003年1月27日 - Yahoo!ペイメント（現・Yahoo!かんたん決済）を開始[3]
- 2004年7月1日 - Yahoo!ショッピング、出店ストア向け決済事業も開始[4]
- 2005年3月28日 - Yahoo!かんたん決済をインターネットバンキングに対応[5]
- 2007年8月20日 - Yahoo!ウォレット提供開始[6]
- 2024年5月1日 - LINEヤフーに合併し解散[7]